# Amphoe Kap Choeng

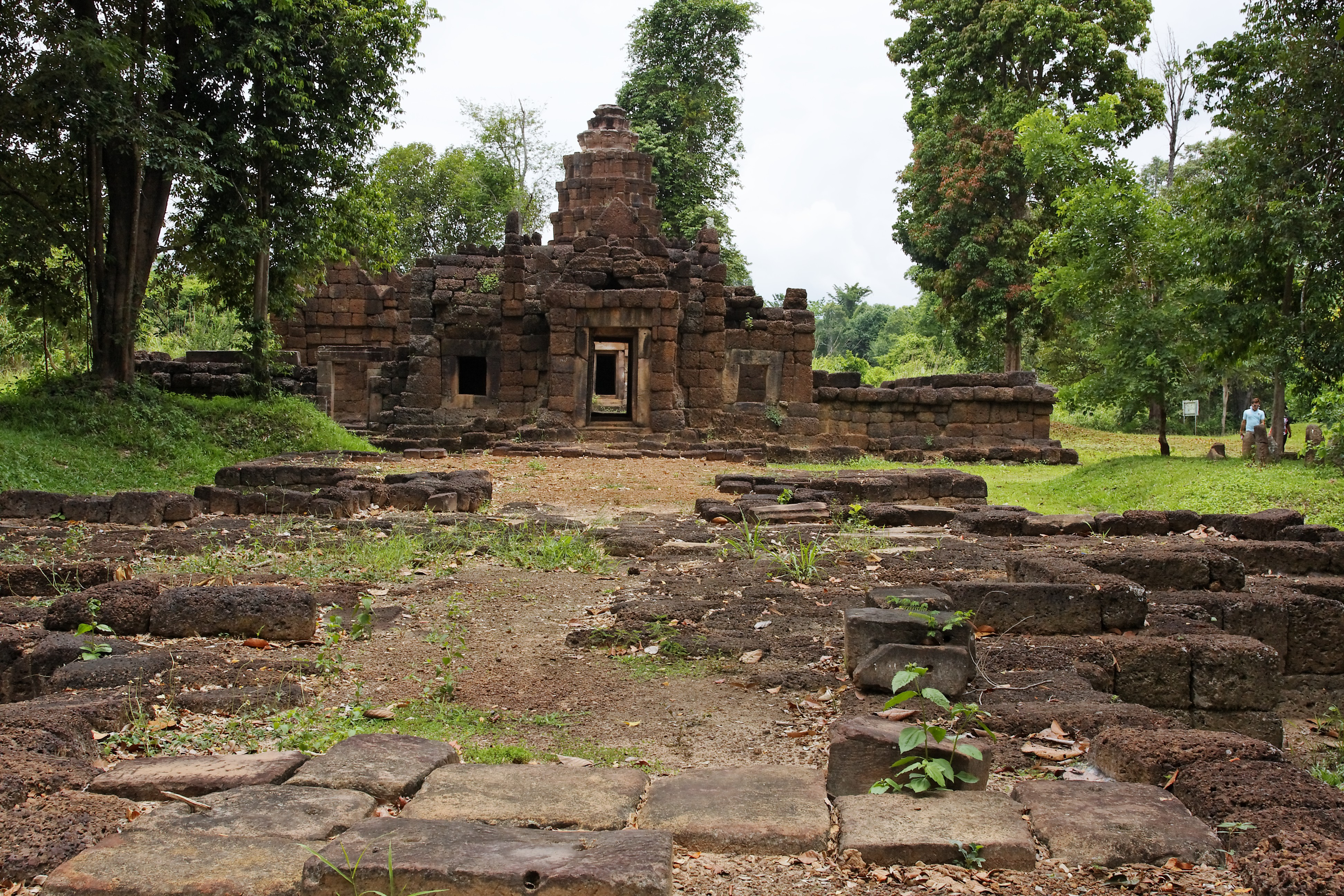
Prasat Ta Muean

Amphoe Kap Choeng (Thai: อำเภอ กาบเชิง) ist ein Landkreis (Amphoe – Verwaltungs-Distrikt) im Süden der Provinz Surin. Die Provinz Surin liegt in der Nordostregion von Thailand, dem so genannten Isan.

## Geographie
Benachbarte Distrikte sind (von Westen im Uhrzeigersinn): die Amphoe Phanom Dong Rak, Prasat und Sangkha der Provinz Surin, Oddar Meancheay in Kambodscha.
Am Chong-Chom-Pass gibt es einen Grenzübergang nach Kambodscha.

## Geschichte
Der Ort Ban Kap Choeng ist etwa 200 Jahre alt. Er gehörte ursprünglich zum Tambon Dan im Amphoe Sangkha. Im Jahr 1937 wurde die Verwaltung an den Tambon Nong Yai im Amphoe Prasat übergeben. 1964 wurde der Tambon Kap Choeng eingerichtet.
Am 25. Mai 1975 wurden die Tambon Kap Choeng und Ban Dai zu einem „Zweigkreis“ (King Amphoe) zusammengefasst.
Tambon Khok Klang kam 1976 dazu, die Tambon Dan und Khu Tan 1977.
Kap Choeng bekam den vollen Amphoe-Status am 20. März 1979.

## Sehenswürdigkeiten
- Prasat Ta Muean – Ruine eines Khmer-Prang im Tambon Kap Choeng

## Verwaltung

### Provinzverwaltung
Der Landkreis Kap Choeng ist in sechs Tambon („Unterbezirke“ oder „Gemeinden“) eingeteilt, die sich weiter in 86 Muban („Dörfer“) unterteilen.
| Nr.  | Name         | Thai      | Muban | Einw.  |
| ---- | ------------ | --------- | ----- | ------ |
| 01.  | Kap Choeng   | กาบเชิง    | 20    | 15.100 |
| 04.  | Khu Tan      | คูตัน       | 10    | 05.605 |
| 05.  | Dan          | ด่าน       | 18    | 12.239 |
| 06.  | Naeng Mut    | แนงมุด     | 15    | 10.923 |
| 07.  | Khok Takhian | โคกตะเคียน | 14    | 11.518 |
| 010. | Takhian      | ตะเคียน    | 09    | 05.122 |

Die fehlenden Nummern (Geocodes) gehörten zu Tambons, die jetzt dem Amphoe Phanom Dong Rak angehören.

### Lokalverwaltung
Es gibt zwei Kommunen mit „Kleinstadt“-Status (Thesaban Tambon) im Landkreis:
- Kap Choeng (Thai: เทศบาลตำบลกาบเชิง), bestehend aus dem gesamten Tambon Kap Choeng.
- Khok Takhian (Thai: เทศบาลตำบลโคกตะเคียน), bestehend aus dem gesamten Tambon Khok Takhian.

Außerdem gibt es vier „Tambon-Verwaltungsorganisationen“ (องค์การบริหารส่วนตำบล – Tambon Administrative Organizations, TAO):
- Khu Tan (Thai: องค์การบริหารส่วนตำบลคูตัน)
- Dan (Thai: องค์การบริหารส่วนตำบลด่าน)
- Naeng Mut (Thai: องค์การบริหารส่วนตำบลแนงมุด)
- Takhian (Thai: องค์การบริหารส่วนตำบลตะเคียน)